# Ozora Pierson Stearns

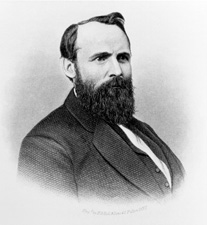
Ozora Pierson Stearns

Ozora Pierson Stearns (* 15. Januar 1831 in De Kalb, New York; † 2. Juni 1896 in Pacific Beach, Kalifornien) war ein US-amerikanischer Politiker.
Stearns, der 1831 in De Kalb im St. Lawrence County im Bundesstaat New York geboren wurde, zog 1833 mit seinen Eltern nach Ohio. Die Familie ließ sich im Lake County nieder. Stearns studierte an der University of Michigan und später am law department dieser Universität. 1860 wurde er nach seinem dortigen Abschluss in die Anwaltschaft aufgenommen und praktizierte in Rochester (Minnesota). Von 1866 bis 1868 hatte er das Amt des Bürgermeisters der Stadt inne.
Am 18. Januar 1871 wurde Stearns als Republikaner in den Senat der Vereinigten Staaten gewählt, um den vakanten Sitz des im Juli 1870 verstorbenen Daniel Sheldon Norton neu zu besetzen. In der Zeit zwischen Nortons Tod und der Wahl eines neuen Senators hatte William Windom das Mandat ausgeübt. Stearns löste Windom ab und verblieb vom 23. Januar bis zum 3. März 1871 im Kongress. Er verzichtete auf die Kandidatur für eine weitere Amtszeit und Windom wurde erneut Senator. 1872 zog Stearns nach Duluth und wurde dort wieder als Anwalt tätig. Von 1874 bis 1895 war er Richter im elften Gerichtsbezirk von Minnesota.
Stearns starb 1896 in Pacific Beach. Seine sterblichen Überreste wurden in Los Angeles eingeäschert; seine Asche wurde auf dem Forest Hill Cemetery in Duluth beigesetzt.